# Brie-sous-Chalais
Brie-sous-Chalais település Franciaországban, Charente megyében. Lakosainak száma 158 fő (2022. január 1.). Brie-sous-Chalais Bardenac, Brossac, Châtignac, Curac, Montboyer és Saint-Laurent-des-Combes községekkel határos.

## Népesség
A település népessége az elmúlt években az alábbi módon változott:
| Lakosok száma | 166  | 159  | 155  | 154  | 156  | 159  | 161  | 160  | 158  |
|               | 2013 | 2015 | 2016 | 2017 | 2018 | 2019 | 2020 | 2021 | 2022 |